# 펠린다바

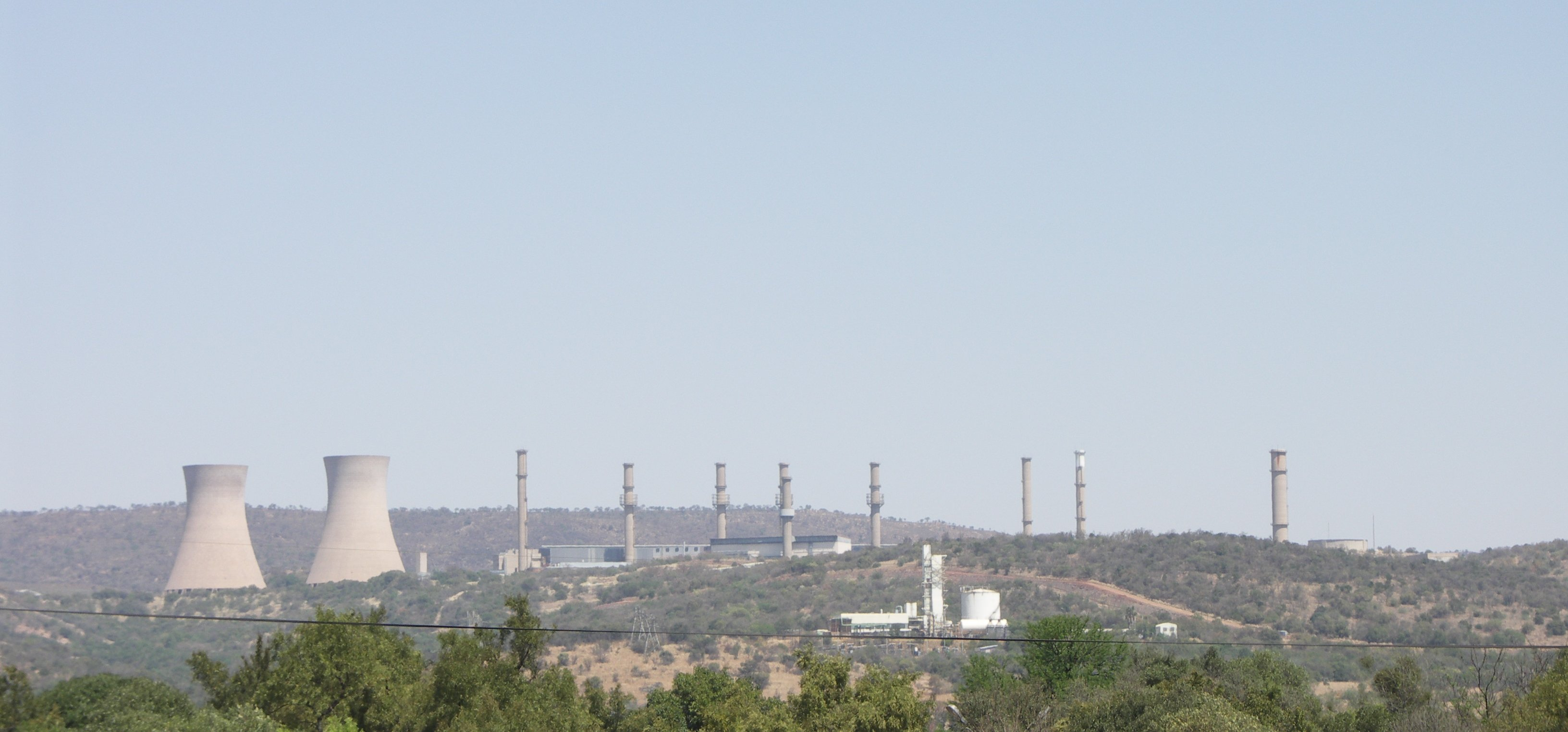

펠린다바(Pelindaba)는 남아프리카 공화국의 원자력 연구센터이다.

## 사고
2007년 11월 무장괴한 4명이 1만 볼트의 전기철조망과 경보시스템을 뚫고 펠린다바 원자력 연구센터에 침입했다가 체포되었다. HEU(우라늄-235) 750 kg이 보관되어 있었다. 2.5 kg의 HEU면 1 kt 핵폭탄을 만들 수 있으므로, 750 kg이면 핵폭탄 300발 분량이다. IAEA에는 매년 250건의 핵물질 도난 신고가 접수된다. 1990년대 100건의 2배이다. 2012년 기준으로, 몰도바의 암시장에서는 우라늄-235를 kg당 2000만 달러(231억원)에 판매한다.

## 같이 보기
- 남아프리카 공화국의 대량살상무기